# Ponte Rosso (Černihiv)
Il Ponte Rosso (in ucraino Красна площа?, Krasna plošča; in russo Красная площадь?, Krasnaja ploščad') attraversa il fiume Stryžen', affluente del Desna a Černihiv in Ucraina, ed è il ponte più antico della città.

## Storia

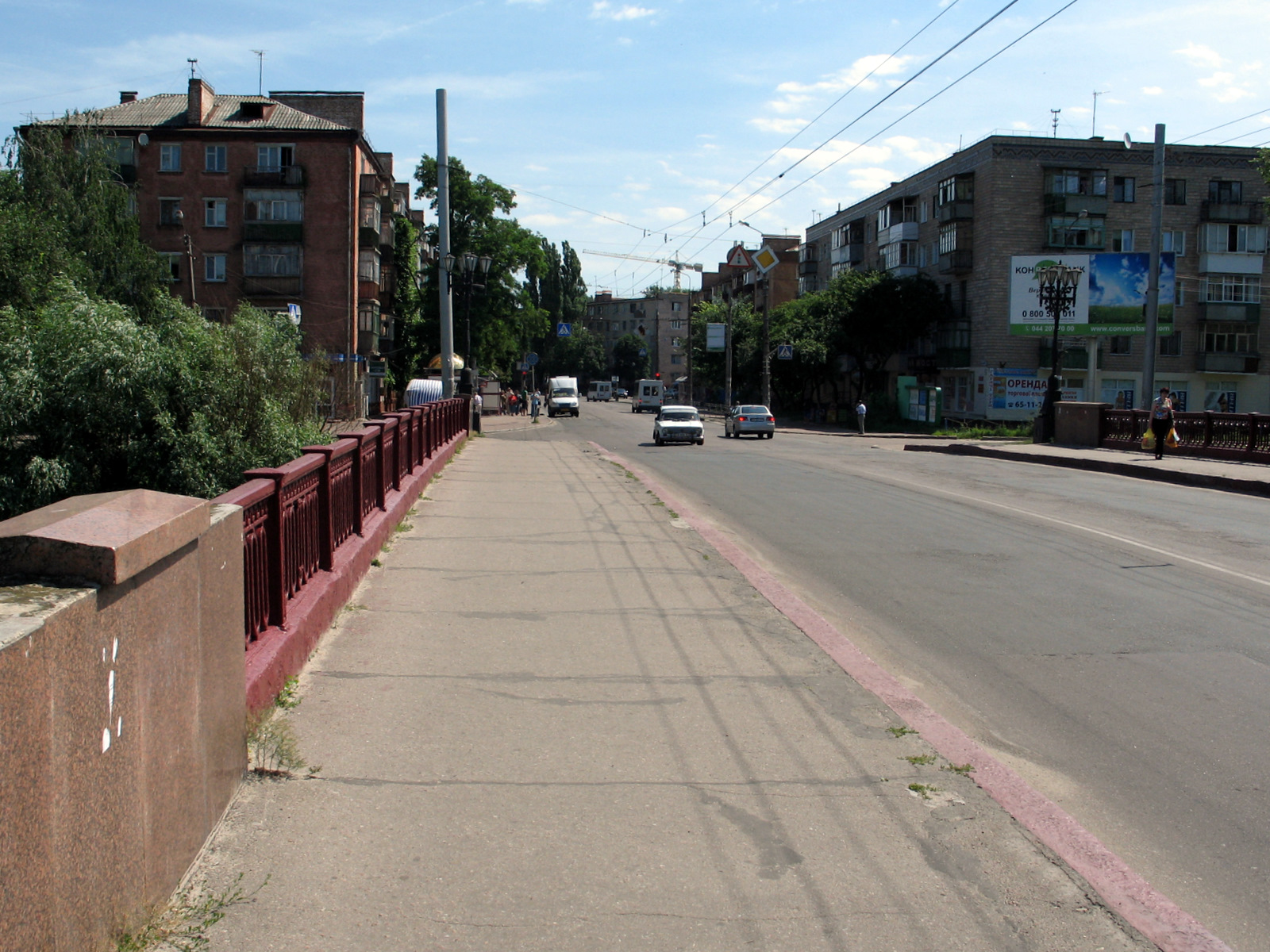
Carreggiata stradale in un'immagine del 2010

Sino al XVII secolo sullo Stryžen' c'erano pochi ponti ed uno di questi venne citato all'inizio del XVIII secolo nell'Abris di Černihiv, la più antica pianta della città. Nella seconda metà del secolo il manufatto venne spazzato via da un'inondazione e il ponte venne ricostruito nel 1783 in legno. Quel ponte storico copriva una lunghezza di circa 100 metri e fu oggetto di vari interventi di restauro sino al 1885 quando un'altra alluvione lo spazzò via. La sua ricostruzione fu rapida ma fu necessario, nel 1900, abbassarlo di circa un metro per consentirvi un transito più comodo ai vari mezzi. Nel 1911 una terza alluvione colpì nuovamente la zona e il ponte fu ancora una volta distrutto e fu necessario deviare provvisoriamente il traffico cittadino sul ponte stradale sul Desna che intanto era stato inaugurato. La ricostruzione della struttura venne realizzata tra 1914 e il 1916 e vennero utilizzati pali e travi in cemento armato con parapetti in ghisa. Durante la seconda guerra mondiale venne danneggiato ma non distrutto e negli anni sessanta assunse le forme recenti, con una nuova carreggiata affiancata a quella storica.

## Descrizione
Il Ponte Rosso è un importante snodo nella circolazione di Černihiv e sopporta un notevole traffico sia privato sia pubblico, compresi i filobus. Il moderno ponte è dipinto di rosso, ha finiture in granito rosso lucido e caratteristici lampioni in stile antico con luci rosse.